# Beaufort, North Carolina
Beaufort är administrativ huvudort i Carteret County i North Carolina. Orten har fått sitt namn efter Henry Somerset, 2:e hertig av Beaufort, en engelsk adelsman. Beaufort hade 4 039 invånare enligt 2010 års folkräkning.